# Pardalota haasi
Pardalota haasi är en insektsart som beskrevs av Griffini 1908. Pardalota haasi ingår i släktet Pardalota och familjen vårtbitare. Inga underarter finns listade i Catalogue of Life.